# Шерленайм
Шерленайм (фр. Scherlenheim) — коммуна на северо-востоке Франции в регионе Гранд-Эст (бывший Эльзас — Шампань — Арденны — Лотарингия), департамент Нижний Рейн, округ Саверн, кантон Буксвиллер. До марта 2015 года коммуна административно входила в состав упразднённого кантона Ошфельден (округ Страсбур-Кампань).
Площадь коммуны — 2,32 км², население — 112 человек (2006) с тенденцией к стабилизации: 127 человек (2013), плотность населения — 54,7 чел/км².

## Население
Население коммуны в 2011 году составляло 126 человек, в 2012 году — 126 человек, а в 2013-м — 127 человек.
| 1962 | 1968 | 1975 | 1982 | 1990 | 1999 | 2006 | 2008 | 2011 | 2012 | 2013 |
| ---- | ---- | ---- | ---- | ---- | ---- | ---- | ---- | ---- | ---- | ---- |
| 126  | 106  | 115  | 112  | 108  | 118  | 112  | 121  | 126  | 126  | 127  |

Динамика населения:

## Экономика
В 2010 году из 79 человек трудоспособного возраста (от 15 до 64 лет) 55 были экономически активными, 24 — неактивными (показатель активности 69,6 %, в 1999 году — 73,7 %). Из 55 активных трудоспособных жителей работали 53 человека (31 мужчина и 22 женщины), двое мужчин числились безработными. Среди 24 трудоспособных неактивных граждан 8 были учениками либо студентами, 9 — пенсионерами, а ещё 7 — были неактивны в силу других причин.